# Wazamar (postać)

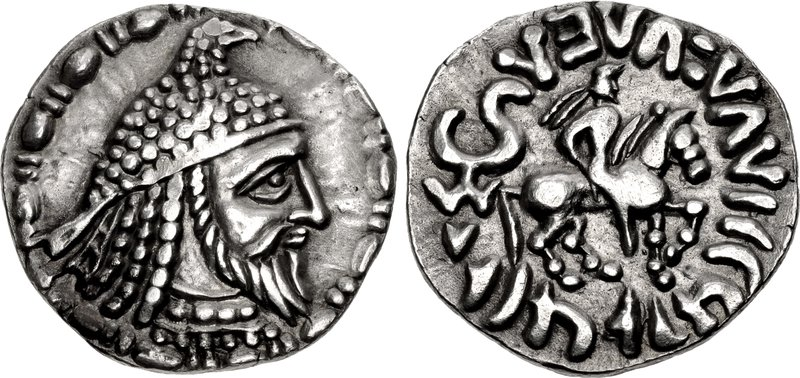
Moneta z podobizną Wazamara

Wazamar – postać z powieści Teodora Parnickiego Twarz księżyca, żyjący w III wieku król chorezmijski, z dynastii Swijaszydów, dla którego wzorem był rzeczywisty władca Chorezmu.

## Związki rodzinne Wazamara
|  |                             |                                |                                |                                   |                                   |                                 |                                 |                                    |                                    |  |  |
|  |                             |                                |                                |                                   |                                   | Dziadek Arsamucha               |                                 |                                    |                                    |  |  |
|  |                             |                                |                                |                                   |                                   |                                 |                                 |                                    |                                    |  |  |
|  |                             |                                |                                |                                   |                                   |                                 |                                 |                                    |                                    |  |  |
|  | Żona (później w konflikcie) | Żona (później w konflikcie)    | ∞                              | ∞                                 | Ojciec Arsamucha (starszy brat)   | Ojciec Arsamucha (starszy brat) |                                 | Stryj Arsamucha (gr. Samasaryston) | Stryj Arsamucha (gr. Samasaryston) |  |  |
|  |                             |                                |                                |                                   |                                   |                                 |                                 |                                    |                                    |  |  |
|  |                             |                                |                                |                                   |                                   |                                 |                                 |                                    |                                    |  |  |
|  | Arsamuch                    | Arsamuch                       |                                | Siostra Arsamucha (gr.: Deipilia) | Siostra Arsamucha (gr.: Deipilia) |                                 |                                 | Ardaszyr (niewolnik Chozroesa)     | Ardaszyr (niewolnik Chozroesa)     |  |  |
|  |                             |                                |                                |                                   |                                   |                                 |                                 |                                    |                                    |  |  |
|  |                             | Kapłanka buddyjska (Greczynka) | Kapłanka buddyjska (Greczynka) | ∞                                 | ∞                                 | Wazamar (prawnie syn Chozroesa) | Wazamar (prawnie syn Chozroesa) |                                    |                                    |  |  |
|  |                             |                                |                                |                                   | ?                                 |                                 |                                 |                                    |                                    |  |  |
|  |                             |                                |                                | Mitroania                         |                                   |                                 |                                 |                                    |                                    |  |  |

## Okoliczności przyjścia na świat
Matka Wazamara była młodszą siostrą Arsamucha, następcy tronu chorezmijskiego. Gdy ich matka skonfliktowana z mężem porwała Arsamucha i schroniła się pod opiekę potężnego króla kuszańskiego, ojciec ogłosił córkę dziedziczką tronu. W następnym roku Kuszanie osadzili Arsamucha na tronie. Jego ojciec zbiegł do Chin. Zagrożone życie, pozostawionej samej sobie, małej dziedziczki tronu uratował wówczas jej stryj rzezaniec, najwyższy kapłan bogini Anaity, który uciekł z nią do Babilonii. Na pograniczu Adiabeny i Międzyrzecza karawana, w której się znajdowali, wpadła w ręce bandy Judejczyjków, dowodzonych przez kobietę. Ta odesłała oboje w obrożach niewolniczych w dół Tygrysu na służbę u bogatej Greczynki. Tam stryj otrzymał greckie imię Samasarystona, a dziewczynka – Deipili. Samaryston z Deipilą znaleźli się potem w służbie Chozroesa Arsacydy. Chozroes, wpadłszy w szaleństwo, nakazał posiąść dorosłą już Deipilę swemu słudze Ardaszyrowi, przyszłemu władcy perskiemu. Potem jej zhańbione ciało uznał za swoje ciało i poślubił Deipilę, a jej syna, Wazamara, poczętego z innym, usynowił.

## Spadkobierca króla Chorezmii

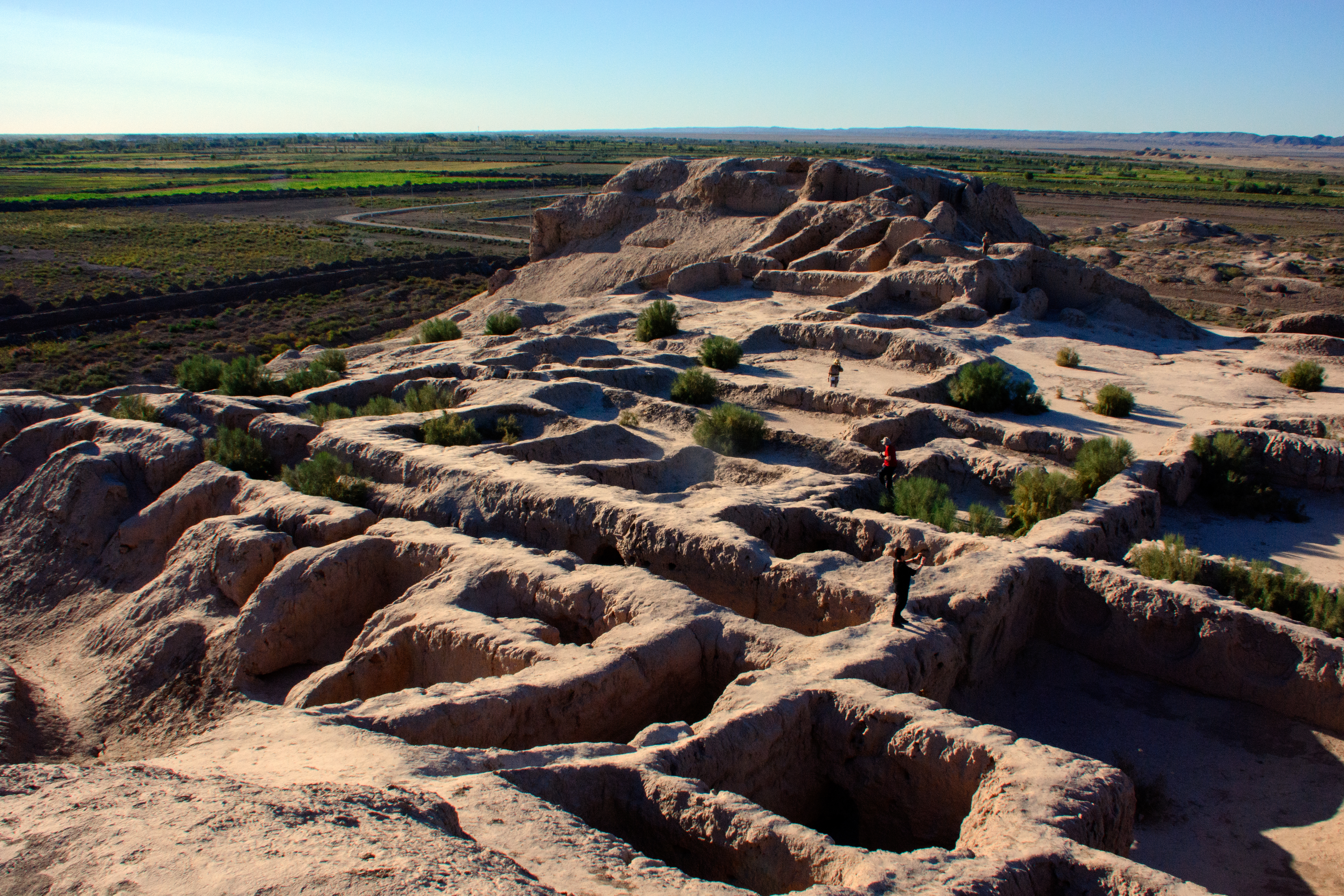
Toprak-Kala. Siedziba królów chorezmijskich w IV w.

Po latach Arsamuch, zmęczony powtarzającymi się uzurpacjami ze strony żon i synów, dowiedziawszy się o istnieniu Wazamara, sprowadził go na dwór chorezmijski z zamiarem wyznaczenia na swego następcę. Chorezm cieszył się w tych latach od pewnego czasu niezależnością i pokojem, wskutek osłabienia jego potężnych sąsiadów: władców kuszańskich i chińskiej dynastii Han. Ponieważ jednocześnie wskutek przewrotu w królestwie Partów wzrastać zaczęła potęga perskich Sasanidów, Arsamuch odwołał się w swym testamencie do greckiego rodowodu władców Chorezmu. Przed wieloma laty jeden z królów chorezmijskich poślubił bowiem córkę władcy baktryjskiego Platona Helioklidy. Ustanawiając, w razie swej  śmierci w czasie małoletniości chłopca, jako regentów: siostrę, z grecka zwana Deipilą i jej męża Diomedesa Chozroesa, nadto, gdyby żył, stryja, zwanego z grecka Samasarystonem, zgłaszał pretensje do greckiego tytułu kaizara, niezależnego od irańskiego króla królów.

## Małżeństwa Wazamara
Wazamar chciał być kobietą, głównie z potrzeby czułości z jednej strony i odrazy do walki o czułość – z drugiej. Na dworze Arsamucha otaczały go liczne żony, którym odmawiał potomstwa, zwodząc je, że nie mógłby z nikim dzielić wyłączności na nie. Do czasu aż na dwór króla Chorezmii zawitała Greczynka z pochodzenia, Baktryjka z imienia, a Gandarenka z obyczajów, ubrana w strój mniszki buddyjskiej i żarliwie propagująca naukę Buddy. Głosiła się wygnanką z królewskiego rodu. Bardzo przypadła do gustu Arsamuchowi, a w niecały rok od dnia przybycia urodziła Wazamarowi córkę, Mitroanię. Okoliczności jej śmierci okrywa tajemnica. Wazamar mówił, że żona podjęła głodówkę w intencji odkupienia jakiejś winy swej świekry, która groziła nieszczęściem całej rodzinie królewskiej. Przez nieostrożność doprowadziła ją ona do śmierci. Od strażników wieży, w której została uwięziona jej babka, Deipila, Mitroania dowiedziała się, że sprawcą śmierci swej żony, miał być sam Wazamar. Inni mówili, że wykonał jedynie wyrok śmierci na rozkaz króla Arsamucha. Poza uczestnikami tej tragedii nikt nie wiedział, co się właściwie stało.

## Misja dyplomatyczna do Sarmatów
Tymczasem rosnący w siłę Persowie najechali Chorezmię. Stary król Arsamuch uznał się Młodszym Bratem króla Persji, za co uzyskał dla siostrzeńca stanowisko stałego przedstawiciela interesów perskich w związku sarmackim. Miał nakłonić Sarmatów do współdziałania z Persami w próbie zajęcia przez nich rzymskiej Armenii. Wędrując przez krainy leżące ponad północnymi rzekami wszędzie dla zmylenia rzymskich szpiegów, wypytywał o drogę poprzez którą mędrzec Zaratusztra zstąpił przed wiekami po święty, nigdy nie gasnący ogień. Przyniesiony przez siebie ogień Zaratusztra powierzył magom chorezmijskim. Teraz jednak ogień ten słabnie, a jeśli zgaśnie straci wszelką moc pośrednik między niebem a ziemią, Mitra. Jego rozmówcy albo uważali, że ogień wygasł albo, że grota dawno się zapadła albo sądzili, że po ogień można pójść, ale tylko przeszedłszy wcześniej przez wszystkie stopnie zjednoczenia z duchem Mitry. Rzymscy szpiedzy jednak nie dali się zwieść, byli przekonani, że prawdziwym celem Wazamara jest usunięcie się poza zasięg władzy króla perskiego do czasu, gdy sytuacja w jego kraju się nie wyjaśni. Mitroania z kolei uważała, że Wazamar podejmując się posłowania do Sarmatów chciał wolności dla siebie i swoich potomków, a przez nich i dla innych ludzi. To jego dążenie porównywała do pragnienia dziecka, które chce z wód rzeki wyłowić twarz księżyca.

## Dalsze losy
O panowaniu Wazamara niewiele wiadomo. Powrócił do Chorezmii bez Mitroanii, która w niewyjaśnionych okolicznościach doprowadziła do uprowadzenia jej przez Rzymian. Wydaje się, że objął władzę nad Chorezmią jako syn Ardaszyra, skoro król perski upominał się u cesarza rzymskiego o wydanie Mitroanii, bezprawnie podającej się za córkę króla chorezmijskiego. Ostatecznie to Mitroania pozbawiła go po czterdziestu latach panowania, władzy i życia umieszczając na tronie chorezmijskim na krótko swego wnuka.

## Opowieść Mitroanii
O zagmatwanych losach Wazamara opowiada w powieści Mitroania, która podaje się za jego córkę. Poprzez babkę ma być też spokrewniona z królem Chorezmii, Arsamuchem. Jej historia rozpoczyna się w plątaninie walk dynastycznych o tron Chorezmu. Jej babkę, jako dziecko, próbuje zlikwidować jej brat, Arsamuch, obawiając się, że gdy dorośnie stanie się przyczyną kolejnej wojny o tron. Od śmierci ratuje ją stryj Samasaryston. Uciekającego z dzieckiem stryja łapie banda zbójców, którym przewodzi kobieta. Mitroania nie zna jej imienia, ale z faktu, że jest wyznawczynią Jehowy oraz że odsyła jeńców swemu narzeczonemu, Chozroesowi, zdaje się wynikać, że jest to znana ze Słowa i ciała, Rachela. Na tym etapie opowieści Mitroanii nie wiadomo nadal jak jej babka się nazywa. Zostaje oddana na służbę kobiecie niezwykłej urody. Nie wiadomo czy jest nią matka Chozroesa, czy jego pierwsza żona, mniszka buddyjska w wędrownej żółtej szacie, znana ze Słowa i ciała pod imieniem Samgili. Dalej jednak czytelnik dowiaduje się, że babka Mitroanii otrzymała po swej pani imię Deipili, co wskazuje, że trafiła na służbę do matki Chozroesa. 
Charakterystyczne dla twórczości Parnickiego jest to, że epizod ten jest przedstawiony zupełnie inaczej niż w Słowie i ciele, gdzie Rachela łapie razem z Samasarystonem i dzieckiem również Chozroesa. Może więc nie chodzi w ogóle o Deipilę, albo Chozroesowi nakazano poślubić Rachelę jeszcze przed ucieczką z domu. Kontynuacja motywu jednej powieści w kolejnej nie wyjaśnia zagadki, ale ją dodatkowo zaciemnia. Potraktowany w ten sposób epizod wskazuje na błędność informacji Mitroanii o sobie samej, która pochodzi od Samasarystona. Ten bowiem postanowił całkowicie odciąć się od przeszłości. Prawdopodobnie w interesie Chozroesa i jego rodu, któremu służył, postanowił zataić przed Mitroanią, ale jeszcze bardziej przed Arsamuchem, jej pochodzenie.
Dalej historia jeszcze bardziej się gmatwa. W wyniku szaleństw Chozroesa, babka Mitroanii musi się oddać innemu mężczyźnie. W powieści mówi się, że jest nim Ardaszyr. Dziecko zrodzone z tego stosunku, a jest nim Wazamar, Chozroes usynawia. Wszystko tu jest wątpliwe. Szaleństwo Chozroesa można tłumaczyć jako świadomy plan obrony przed największym zagrożeniem, jakim dla przyszłego króla Armenii stanie się Persja. Także ojcostwo Ardaszyra nie jest oczywiste. Posiadł Deipilę tylko raz. Dla intrygi politycznej ważna jest jednak sama możliwość takiej kombinacji.
Kolejną zagadkę stanowi tożsamość żony Wazamara. Jest buddyjką. Nosi baktryjskie imię, prawdopodobnie: Marcja, bo tak Mitroania chciała nazwać swą córkę. Mówi o sobie, że pochodzi z królewskiego rodu i Samasaryston jej wierzy. Czytelnik dowiaduje się o jej istotnej roli w działaniach politycznych, w efekcie których zostaje uwięziona wraz z matką Wazamara i skazana na śmierć. Nie wiadomo czy popełniła samobójstwo, czy została zamordowana. Kluczem do rozwiązania zagadki jest jej tożsamość. Królestwo Chorezmu stało wówczas przed dwoma zagrożeniami, ze strony Kuszanów i Persów. Według Wazamara jego żona, umierając, twierdziła, że cofnie w ten sposób świadomy błąd swojej świekry, który ogromne utrapienia ściągnął na Arsamucha. Skoro była Kuszanką z królewskiego rodu, najpewniej była ulubioną żoną Arsamucha, która po zajściu w ciążę zbiegła, by ocalić życie dziecka przed lękającym się o tron władcą Chorezmu. Przyczyną jej uwięzienia i śmierci na rozkaz Arsamucha, było więc rozpoznanie jej tożsamości. Jej dziecko zostało odesłane do ojca Chozroesa i prawdopodobnie zamordowane lub oddane do stanu kapłańskiego. W ten sposób król zabezpieczył się przed pretensjami ze strony Kuszanów i Persji.